# Rommelskerken
Rommelskerken is een verdwenen buurtschapje in de Nederlandse provincie Groningen in de kerspelen Noordbroek en Oostwold (Siddeburen). De naam komt voor als Rummelant (1485), Ruthmerlandt (1609), Rotmerlanden (1661), bij Eelshuis in d’Rotmer (1724) of op Rötmer (ca. 1900) en ten slotte Rommelskerk (1793) en Rommelskerken (1819). Volgens een sage was bij twee kolken aan de Veendijk klokgelui te horen, veroorzaakt door gestolen kerkklokken die de duivel daarin zou hebben gegooid. 
Aan de naam van de vroegere buurtschap herinnert ook de Rotmerweg bij Siddeburen. 
Aan de zuidkant werd het gebied begrensd door de watergang Lutjemaar, vroeger Rotmer of Cromme Rotmer genoemd, aan de noordkant door de Veendijk. Ook zijn hier ten zuiden van het Ringmaar onder Korengarst archeologische vondsten gedaan, waarvan men vermoedt dat ze wijzen op een verdwenen kerk uit baksteen, die mogelijk een voorganger van de parochiekerken van Noord- en Zuidbroek vormde.
Roemeling veronderstelt dat het dorp identiek is aan Liudibrandkircka ('de kerk van Liudbrand'), een onbekend kerkdorp in de omgeving van Siddeburen en Oostwold, dat in 1295 in de Kroniek van Bloemhof wordt genoemd. Het kan bij dit laatste dorp echter ook om Tjuchem gaan.
De naam Rommelskerk komt voor het eerst voor op een waterschapskaart uit 1793. Rommelskerken is echter ook een scheldnaam uit spotliedjes.
De waternaam Rotmer zou oorspronkelijk ‘schitterend, glinsterend’ hebben betekend, vergelijkbaar met de uitgang -raad in dageraad, hier wellicht met de uitgang -maar 'waterloop'.
Er is echter ook deplaatsnaam Rodendebord, een verdronken kerkdorp in het Dollardgebied die op een parochielijst van omstreeks 1475 voorkomt. De vorm rodende wijst op 'rooien, ontginnen', de uitgang -bord zou dan verbasterd kunnen zijn uit -bert. Mogelijk heette de nederzetting oorspronkelijk *Rothmonnarkirika of *Rothenseburan, een vorm die zou kunnen zijn afgesleten tot Rommelskerken, en via *Rothensebert tot Rodendebord.